# Santa María, Huehuetoca
Santa María är en ort i Mexiko, tillhörande Huehuetoca kommun i delstaten Mexiko i den centrala delen av landet. Santa María ligger nordost om kommunens huvudort Huehuetoca. Orten tillhör Mexico Citys storstadsområde och hade 3 604 invånare vid folkmätningen 2010.